# 천제암궁지
천제암(궁)지(天祭菴(宮)址)는 인천광역시 강화군 화도면 문산리, 참성단에서 하늘에 제사를 지낼 때 사용한 제사그릇(제기)과 제사물건(제물)을 준비하던 재궁(齋宮)이 있던 곳이다. 1995년 3월 2일 인천광역시의 기념물 제24호로 지정되었다.

## 개요
인천광역시 강화군 화도면 문산리는 참성단에서 하늘에 제사를 지낼 때 사용한 제사그릇(제기)과 제사물건(제물)을 준비하던 재궁(齋宮)이 있던 곳이다.
만들어진 연대는 정확히 알 수 없으나 고려 때 목은 이색(李穡)이 지은 시를 쓴 현판이 있었고, 조선 태종이 왕위에 오르기 전에 이곳에 머물며 하늘에 제를 지냈다고 전하는 것으로 보아, 이미 고려 때 만들어졌을 것으로 추측된다.
현재 천제암궁터는 삼단의 석축으로 되어 있으며, 넓이는 약 70평 정도로 부근에는 함부로 들어오지 말라는 표시인 금표와 우물들이 남아 있다.

## 같이 보기
- 참성단

## 참고 문헌
- 천제암(궁)지 - 국가유산청 국가유산포털